# Joaquim Albino
Joaquim Albino, beter bekend onder zijn spelersnaam Quincas (Rio de Janeiro, 23 januari 1931) is een Braziliaans voormalig voetballer.  

## Biografie
Quincas begon zijn carrière in 1948 bij Canto do Rio, de enige profclub uit de staat Rio de Janeiro, waartoe de stad Rio niet behoorde, die in het Campeonato Carioca actief was. In 1950 maakte hij de overstap naar het grote Fluminense. In 1951 werd hij topschutter in het Torneio Municipal en won datzelfde jaar met Fluminense de staatstitel. In 1952 won Quincas met de club ook de Copa Rio, een internationaal toernooi. In 1957 beëindigde hij zijn carrière reeds op 26-jarige leeftijd bij Palmeiras. 